# Marc Zinga
Pour les articles homonymes, voir Zinga (homonymie).
Marc Zinga, né le 21 octobre 1984 à Likasi (Zaïre, actuellement république démocratique du Congo), est un acteur et chanteur belge. Il devient célèbre grâce au film Les Rayures du zèbre pour lequel il reçoit le Magritte du meilleur espoir masculin 2015.

## Biographie
Marc Zinga fut, de 2003 à 2011, le chanteur du groupe de funk The Peas Project.
En 2014, son rôle dans Les Rayures du zèbre de Benoît Mariage lui vaut le Magritte du meilleur espoir masculin 2015, et pour le film Qu'Allah bénisse la France d'Abd Al Malik, il est nommé pour le César du meilleur espoir masculin aux César 2015, et pour le Prix Lumières du meilleur espoir masculin aux Prix Lumières 2015.
En 2015, il tient un rôle dans le film de la saga James Bond, 007 SPECTRE, et dans Dheepan de Jacques Audiard, rôle pour lequel il est nommé pour le Magritte du meilleur acteur dans un second rôle aux Magritte du cinéma 2016.
En 2016, il joue dans La Fille inconnue des frères Dardenne, et il tient le rôle principal du film franco-belge Bienvenue à Marly-Gomont de Julien Rambaldi, où il interprète un médecin zaïrois — son pays d'origine — venu s'installer en France avec sa famille dans les années 1970.
Il habite à Bruxelles.

## Filmographie
Sauf indication contraire, les informations mentionnées dans cette section peuvent être confirmées par les bases de données cinématographiques IMDb et Allociné,  présentes dans la section « Liens externes ».

### Comme acteur

#### Cinéma
- 2009 : Diamant 13 de Gilles Béhat : Ali Baba Mike
- 2009 : Mr. Nobody de Jaco Van Dormael : l'homme gay 1
- 2010 : L'Heure bleue (The Blue Hour) (court-métrage) : le vendeur de lunettes
- 2011 : De force de Frank Henry : Dimitri Bonenfant
- 2012 : La Clinique de l'amour ! d'Artus de Penguern : le jeune soldat noir (Vietnam 1973)
- 2013 : Grand Garçon (court-métrage) de Marc Zinga
- 2013 : Je suis supporter du Standard de Riton Liebman : le joueur de foot
- 2014 : Les Rayures du zèbre de Benoît Mariage : Yaya Koné
- 2014 : Qu'Allah bénisse la France d'Abd Al Malik : Régis / Abd Al Malik
- 2015 : Jamais de la vie de Pierre Jolivet : Ketu
- 2015 : 007 Spectre de Sam Mendes : Moreau
- 2015 : Dheepan de Jacques Audiard : Youssouf
- 2016 : La Fille inconnue des frères Dardenne : Le proxénète
- 2016 : Bienvenue à Marly-Gomont de Julien Rambaldi : Seyolo Zantoko
- 2017 : Nos patriotes de Gabriel Le Bomin : Mamadou Addi Bâ
- 2018 : La Miséricorde de la jungle (The Mercy of the Jungle) de Joël Karekezi : Sergent Xavier
- 2020 : Brutus vs César de Kheiron : Claudius
- 2022 : Tori et Lokita de Jean-Pierre et Luc Dardenne : Firmin
- 2022 : Les Femmes du square de Julien Rambaldi : Gabin
- 2023 : Augure de Baloji : Koffi
- 2025 : Fils de de Carlos Abascal Peiró : Pikel

#### Télévision
- 2011 : Goldman : le barman
- 2011 : Mister Bob : le général Mobutu
- 2012 : Engrenages : Moussa Koné (8 épisodes)
- 2017 : CALLS : Jason (épisode 7)
- 2015 : Peplum de Philippe Lefebvre : Narcissus
- 2020 : Moloch, mini-série d'Arnaud Malherbe : Jimmy
- 2023 : Blood River, série en 4 épisodes
- 2024 : Citoyens clandestins de Laëtitia Masson : Martine/Jean-François Donjon

### Comme réalisateur, scénariste et producteur
- 2013 : Grand Garçon (court métrage)

## Théâtre
- 2016 : Une saison au Congo d'Aimé Césaire, mise en scène Christian Schiaretti, Théâtre national populaire
- 2017 : La Tragédie du roi Christophe[3] d'Aimé Césaire, mise en scène Christian Schiaretti, Théâtre national populaire
- 2018 : L'Échange de Paul Claudel, mise en scène Christian Schiaretti, Théâtre national populaire
- 2019 : Les Justes d'Albert Camus, mise en scène d'Abd Al Malik, Théâtre du Châtelet

## Discographie

### AvecThe Peas Project
- 2007 : This is our first record
- 2010 : Power and Romance
- 2013 : Swim with the sharks

## Distinctions
Sauf indication contraire, les informations mentionnées dans cette section peuvent être confirmées par les bases de données cinématographiques IMDb et Allociné,  présentes dans la section « Liens externes ».

### Récompenses
- Magritte 2015 : Meilleur espoir masculin pour Les Rayures du zèbre
- FESPACO 2019 : Prix d'interprétation masculine pour La Miséricorde de la jungle[4]

### Nominations
- César 2015 : César du meilleur espoir masculin pour Qu'Allah bénisse la France
- Prix Lumières 2015 : Prix Lumières du meilleur espoir masculin pour Qu'Allah bénisse la France
- Magritte 2016 : Magritte du meilleur acteur dans un second rôle pour Dheepan
- César 2018 : présélection « Révélation » pour le César du meilleur espoir masculin pour Nos patriotes